# 1916 год в музыке

## События
- 1 февраля — в Копенгагене Карл Нильсен дирижировал на премьере своей симфонии № 4 «Неудержимая»
- 11 февраля — первый концерт Балтиморского симфонического оркестра
- 28 апреля — Edison Records проводит в Карнеги-холл первый публичный «сравнительный тест» живого и записанного голоса вместе с сопрано Мари Раппольд[1]
- апрель — завершение С. С. Прокофьевым 1-й редакции оперы «Игрок» на собственное либретто на русском языке
- 5 июня — Stein’s Dixie Jass Band играет в Чикаго свой первый концерт под новым названием, Original Dixieland Jass Band
- Сиднейская консерватория в Австралии приняла первых студентов
- Король Вюртемберга Вильгельм II наградил сопрано Hedy Iracema-Brügelmann Крестом Шарлотты.
- Немецкая сопрано Валли фон дер Остен вышла замуж за немецкого тенора Фрица Виндгассена.

## Хиты
- «’O Sole Mio» Энрико Карузо
- «Santa Lucia» Энрико Карузо
- «Somewhere a Voice is Calling» Джона Маккормака
- «Where Did Robinson Crusoe Go With Friday On Saturday Night?» Эла Джолсона
- «I Love A Piano» в исп. Билли Мюррея
- «Pretty Baby» в исп. Билли Мюррея
- «I’m Gonna Make Hay While the Sun Shines in Virginia» в исп. Мэрион Харрис
- «Keep the Home Fires Burning (’Till the Boys Comes Home)» Джеймса Харрисона
- «There’s A Long Long Trail A-Winding» Джеймса Харрисона
- «Ireland Must Be Heaven, For My Mother Came From There» Чарльза Харрисона

## Классическая музыка
- Курт Аттерберг — Симфония № 3, «West Coast Pictures»
- Бела Барток — Сюита для фортепиано
- Эрнест Блох — Израильская симфония, струнный квартет № 1
- Клод Дебюсси — Соната для флейты, альта и арфы
- Фредерик Делиус — Соната для виолончели
- Джордже Энеску — Трио для фортепиано
- Александр Глазунов — музыкальная картина «Карельская легенда»
- Хесус Гуриди — Una aventura de Don Quixote
- Пауль Хиндемит — Концерт для виолончели в ми-бемоль мажоре, опус 3
- Людвиг Холм — Концерт для скрипки с оркестром в соль-мажоре
- Чарльз Айвз — Четвёртая симфония
- Эркки Мелартин — Симфония № 5 в ля-миноре «Sinfonia brevis», опус 90
- Хьюберт Пэрри— церковный гимн «Иерусалим»
- Зигфрид Саломон — Концерт для скрипки с оркестром в соль-миноре
- Игорь Стравинский — балет «Байка про лису, петуха, кота да барана»
- Эйтор Вилла-Лобос — вторая соната для виолончели.

## Родились

### Январь
- 4 января — Слим Гэйллард[англ.] (ум. 1991) — американский джазовый певец, музыкант и автор песен
- 9 января — Вик Миззи[англ.] (ум. 2009) — американский теле- и кинокомпозитор и музыкант
- 12 января — Уильям Плит (ум. 1999) — британский виолончелист и музыкальный педагог
- 14 января — Максвелл Дэвис[англ.] (ум. 1970) — американский саксофонист, аранжировщик, бэнд-лидер и продюсер
- 15 января — Арти Шапиро[англ.] (ум. 2003) — американский джазовый басист
- 16 января
  - Рудольф Бенеш[англ.] (ум. 1975) — британский математик, создатель нотации движений Бенеша[англ.]
  - Людмила Гинзбург (ум. 2001) — советская и украинская пианистка и музыкальный педагог
- 22 января — Анри Дютийё (ум. 2013) — французский композитор
- 29 января — Кира Вейн (ум. 2001) — британская оперная певица (сопрано) российского происхождения

### Февраль
- 5 февраля — Даниэль Сантос[англ.] (ум. 1992) — пуэрто-риканский певец и композитор
- 8 февраля — Джимми Скидмор[англ.] (ум. 1998) — британский джазовый саксофонист
- 25 февраля — Гила Бустабо (ум. 2002) — американская скрипачка
- 20 февраля
  - Мия Славенска (ум. 2002) — американская балерина и балетный педагог сербского происхождения
  - Джин Эрдман (ум. 2020) — американская танцовщица, хореограф и театральный режиссёр
  - Юлюс Юзелюнас (ум. 2001) — советский и литовский композитор и музыкальный педагог
- 29 февраля — Дина Шор (ум. 1994) — американская актриса, певица и телеведущая

### Март
- 6 марта — Ред Каллендер[англ.] (ум. 1992) — американский басист и тубист
- 8 марта — Роза Ромм (ум. 2001) — советский и российский композитор
- 10 марта — Ян Хокан Оберг[швед.] (ум. 2012) — шведский органист и композитор
- 15 марта — Гарри Джеймс (ум. 1983) — американский трубач и бэнд-лидер
- 17 марта — Рэй Эллингтон[англ.] (ум. 1985) — британский певец, барабанщик и бэнд-лидер
- 23 марта — Реберт Харрис[англ.] (ум. 2000) — американский певец, вокалист группы The Soul Stirrers

### Апрель
- 11 апреля — Альберто Хинастера (ум. 1983) — аргентинский композитор
- 12 апреля — Рассел Гарсиа[англ.] (ум. 2011) — американский и новозеландский композитор и аранжировщик
- 14 апреля — Денис Апивор[англ.] (ум. 2004) — британский композитор
- 15 апреля — Ли Винсент[англ.] (ум. 2007) — американский джазовый басист и бэнд-лидер
- 22 апреля — Иегуди Менухин (ум. 1999) — американский скрипач и дирижёр
- 24 апреля — Элдон Шэмблин[англ.] (ум. 1998) — американский гитарист и аранжировщик
- 30 апреля — Роберт Шоу[англ.] (ум. 1999) — американский дирижёр

### Май
- 5 мая — Муталь Бурханов (ум. 2002) — советский и узбекский композитор
- 6 мая — Адриана Каселотти (ум. 1997) — американская актриса озвучивания и певица
- 9 мая — Бернард Роуз[англ.] (ум. 1996) — британский органист и композитор
- 10 мая
  - Милтон Бэббитт (ум. 2011) — американский композитор, музыкальный теоретик и педагог
  - Омар Отаров (ум. 2002) — советский и российский балкарский певец
- 12 мая — Эллис Кос (ум. 2000) — американский композитор
- 17 мая — Пол Квиничетт[англ.] (ум. 1983) — американский джазовый саксофонист
- 26 мая — Мундог (ум. 1999) — американский музыкант, композитор, поэт и изобретатель музыкальных инструментов
- 31 мая — Лидия Мендоса[англ.] (ум. 2007) — американская певица и гитаристка

### Июнь
- 8 июня — Фредди Уэбстер[англ.] (ум. 1947) — американский джазовый трубач
- 15 июня — Орасио Сальган[исп.] (ум. 2016) — аргентинский пианист, композитор, аранжировщик и бэнд-лидер
- 17 июня
  - Терри Гилкисон (ум. 1999) — американский певец, музыкант и автор песен
  - Эйнар Энглунд (ум. 1999) — финский композитор, пианист и музыкальный педагог
- 22 июня
  - Айша Абдуллина (ум. 2019) — советская и казахская театральная актриса и певица
  - Сона Мустафаева (ум. 1999) — советская и азербайджанская оперная певица (лирическое сопрано)
- 26 июня — Джузеппе Таддеи (ум. 2010) — итальянский оперный певец (баритон)

### Июль
- 9 июля
  - Дин Гоффин[англ.] (ум. 1984) — новозеландский композитор
  - Эдвард Хит (ум. 2005) — британский органист и дирижёр, премьер-министр Великобритании
- 12 июля — Сэм Тейлор[англ.] (ум. 1990) — американский джазовый и блюзовый саксофонист
- 16 июля — Майлз Коупленд (ум. 1991) — американский трубач, бизнесмен и разведчик
- 24 июля — Боб Эберли[англ.] (ум. 1981) — американский джазовый певец
- 28 июля — Розина Рэйзбек[англ.] (ум. 2006) — австралийская оперная и эстрадная певица (меццо-сопрано)
- 29 июля — Чарли Крисчен (ум. 1942) — американский свинговый и джазовый гитарист

### Август
- 3 августа — Клод Деметриус[англ.] (ум. 1988) — американский автор песен
- 18 августа — Мура Лимпани (ум. 2005) — британская пианистка
- 20 августа — Татевик Сазандарян (ум. 1999) — советская и армянская оперная певица (меццо-сопрано) и музыкальный педагог
- 21 августа — Билл Ли[англ.] (ум. 1980) — американский закадровый исполнитель
- 24 августа — Лео Ферре (ум. 1993) — французский поэт, переводчик, певец, композитор и пианист монегасского происхождения
- 27 августа — Марта Рей (ум. 1994) — американская актриса, певица и комедиантка

### Сентябрь
- 3 сентября — Джером Брайнин (ум. 2000) — американский джазовый пианист, композитор и аранжировщик
- 8 сентября — Рене Тузе[англ.] (ум. 2003) — кубинский и американский пианист, композитор и бэнд-лидер
- 16 сентября — Мадурай Санмукхавадиву Суббулакшми (ум. 2004) — индийская певица, актриса и музыкант

### Октябрь
- 3 октября — Дэвид Манн[англ.] (ум. 2002) — американский автор песен
- 19 октября
  - Карл Биргер Блумдаль (ум. 1968) — шведский композитор и дирижёр
  - Эмиль Гилельс (ум. 1985) — советский пианист и музыкальный педагог
- 28 октября — Билл Харрис[англ.] (ум. 1973) — американский джазовый тромбонист
- 29 октября
  - Хадда Брукс[англ.] (ум. 2002) — американская пианистка, певица и композитор
  - Нина Оксентян (ум. 2017) — советская и российская органистка и музыкальный педагог

### Ноябрь
- 6 ноября — Рэй Коннифф (ум. 2002) — американский тромбонист и бэнд-лидер
- 10 ноября — Билли Мэй[англ.] (ум. 2004) — американский трубач, композитор и аранжировщик
- 12 ноября — Жан Папино-Кутюр (ум. 2000) — канадский композитор и музыкальный педагог
- 15 ноября — Грета Гюнт (ум. 2000) — британская киноактриса, танцовщица и певица норвежского происхождения

### Декабрь
- 11 декабря
  - Перес Прадо (ум. 1989) — кубинский музыкант, композитор и руководитель оркестра[2]
  - Ядвига Сангович (ум. 2015) — советская и российская балерина и балетный педагог
- 15 декабря — Бадди Коул[англ.] (ум. 1964) — американский джазовый пианист, руководитель оркестра и композитор
- 17 декабря — Илька Раве (ум. 2002) — израильский певец и флейтист
- 18 декабря — Бетти Грейбл (ум. 1973) — американская актриса, певица и танцовщица
- 22 декабря — Фернандо Корена (ум. 1984) — швейцарский и итальянский оперный певец (бас)
- 25 декабря
  - Оскар Мур[англ.] (ум. 1981) — американский джазовый гитарист
  - Грасиела Нараньо[англ.] (ум. 2001) — венесуэльская певица и актриса
- 27 декабря — Джонни Фриго[англ.] (ум. 2007) — американский джазовый скрипач и басист

## Скончались

### Январь
- 16 января — Чарльз Циммерманн[англ.] (54/55) — американский композитор
- 21 января — Джордж Масгроув[англ.] (62) — австралийский театральный и оперный продюсер британского происхождения

### Февраль
- 4 февраля — Адольф Биарент (44) — бельгийский виолончелист, композитор, дирижёр и музыкальный педагог
- 5 февраля — Франческо Маркони[итал.] (60) — итальянский оперный певец (тенор)
- 9 февраля — Игнатий Воячек (90) — русский композитор, музыкальный педагог, дирижёр и музыкант чешского происхождения
- 20 февраля — Джованни Сбрилья[итал.] (83) — итальянский оперный певец (тенор) и учитель пения
- 23 февраля — Альбер Желозо (52) — французский скрипач испанского происхождения

### Март
- 7 марта — Хосе Феррер[исп.] (80) — испанский гитарист и композитор
- 21 марта — Христофор Борк (83) — русский тромбонист, тубист, ударник и музыкальный педагог прусского происхождения
- 24 марта — Энрике Гранадос (48) — испанский композитор и пианист
- 26 марта — Карл Генрих Дёринг (81) — немецкий музыкальный педагог, хормейстер и композитор

### Апрель
- 9 апреля — Вильгельм Зауэр (85) — немецкий органный мастер

### Май
- 11 мая — Макс Регер (43) — немецкий композитор, дирижёр, пианист, органист и педагог
- 13 мая
  - Клара Луиза Келлог (73) — американская оперная певица (сопрано)
  - Джесси Маклахлан[англ.] (49) — шотландская певица
- 28 мая — Альбер Лавиньяк (70) — французский музыковед и композитор

### Июнь
- 5 июня — Милдред Хилл (56) — американский автор песен и музыковед
- 10 июня — Макс Вогрич (64) — австрийский пианист и композитор
- 17 июня — Екабс Дубурс (50) — латвийский актёр, режиссёр, певец и драматург
- 18 июня — Михаил Гамбург (60) — русский и канадский пианист и музыкальный педагог

### Август
- 2 августа — Хэмиш Макканн[англ.] (48) — шотландский композитор, дирижёр и педагог
- 5 августа — Джордж Баттеруорт[англ.] (31) — британский композитор
- 6 августа — Франц фон Эккерт (64) — немецкий музыкант и композитор
- 31 августа — Генрих Висендорф (55) — русский предприниматель, журналист и издатель латышского происхождения, собиратель дайн

### Сентябрь
- 10 сентября — Фридрих Гернсхайм (77) — немецкий пианист, дирижёр, композитор и музыкальный педагог
- 25 сентября — Юлиус Фучик (44) ― австро-венгерский композитор, дирижёр и музыкант чешского происхождения

### Октябрь
- 1 октября — Якоб Грюн (79) — австрийский скрипач и музыкальный педагог
- 18 октября — Эбен Рексфорд[англ.] (68) — американский писатель и поэт-песенник

### Ноябрь
- 2 ноября — Мари Вик[нем.] (84) — немецкая пианистка, певица, преподаватель фортепиано и композитор
- 23 ноября — Эдуард Направник (77) — чешский и русский дирижёр и композитор
- 24 ноября — Джон Фрэнсис Барнетт (79) — британский композитор, пианист и музыкальный педагог
- 26 ноября — Чарли Кейс[англ.] (58) — американский комедиант и автор водевилей

### Декабрь
- 2 декабря — Франческо Паоло Тости (70) — итальянский певец, композитор и музыкальный педагог
- 5 декабря — Ханс Рихтер (73) — австро-венгерский оперный и симфонический дирижёр
- 20 декабря — Уильям Гилкрист[англ.] (70) — американский композитор
- 22 декабря — Ефим Бабецкий (55/56) — русский драматург, переводчик, театральный критик и либреттист
- 28 декабря — Эдуард Штраус (81) — австрийский композитор и дирижёр
- 31 декабря — Эрнст Рудорф (76) — немецкий композитор и музыкальный педагог

### Без точной даты
- Николай Аистов (62/63) — русский артист балета и балетмейстер
- Айтбай Демикпеулы (85/86) — казахский акын и композитор
- Ыкылас Дукенов (72/73) — казахский кюйши и кобызист
- Пётр Емельянов (66/67) — русский гармонист, автор песен и музыкальный педагог